# Larix sibirica
Larix sibirica, el alerce de Siberia o alerce siberiano, es una especie de alerce muy resistente a heladas,  que crece principalmente en Siberia Occidental, pero puede encontrarse también en Europa Septentrional, formando pequeños rodales desde la Península de Kola, (Finlandia y Rusia) hasta los Montes Urales. En Siberia central y Oriental, el Larix sibirica es sustituido por otras especies de alerce, Larix gmelinii y L. cajanderi.

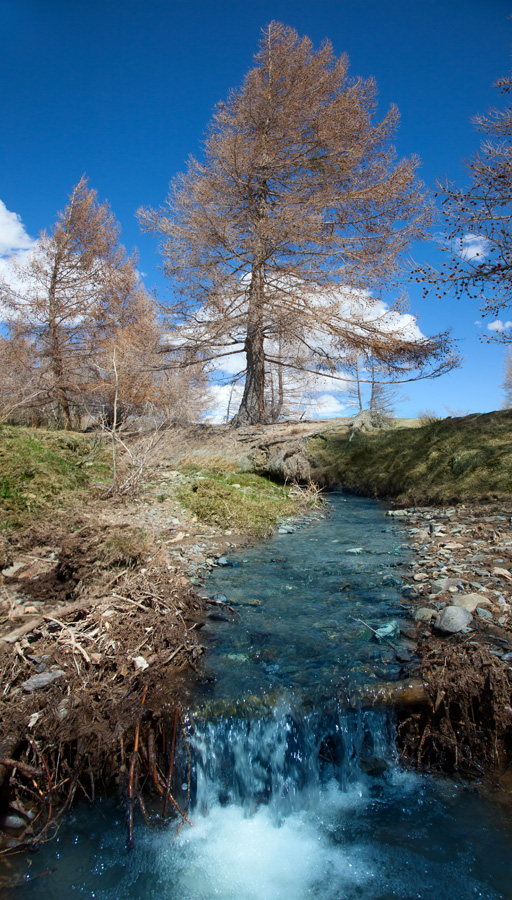
Vista del árbol en Siberia

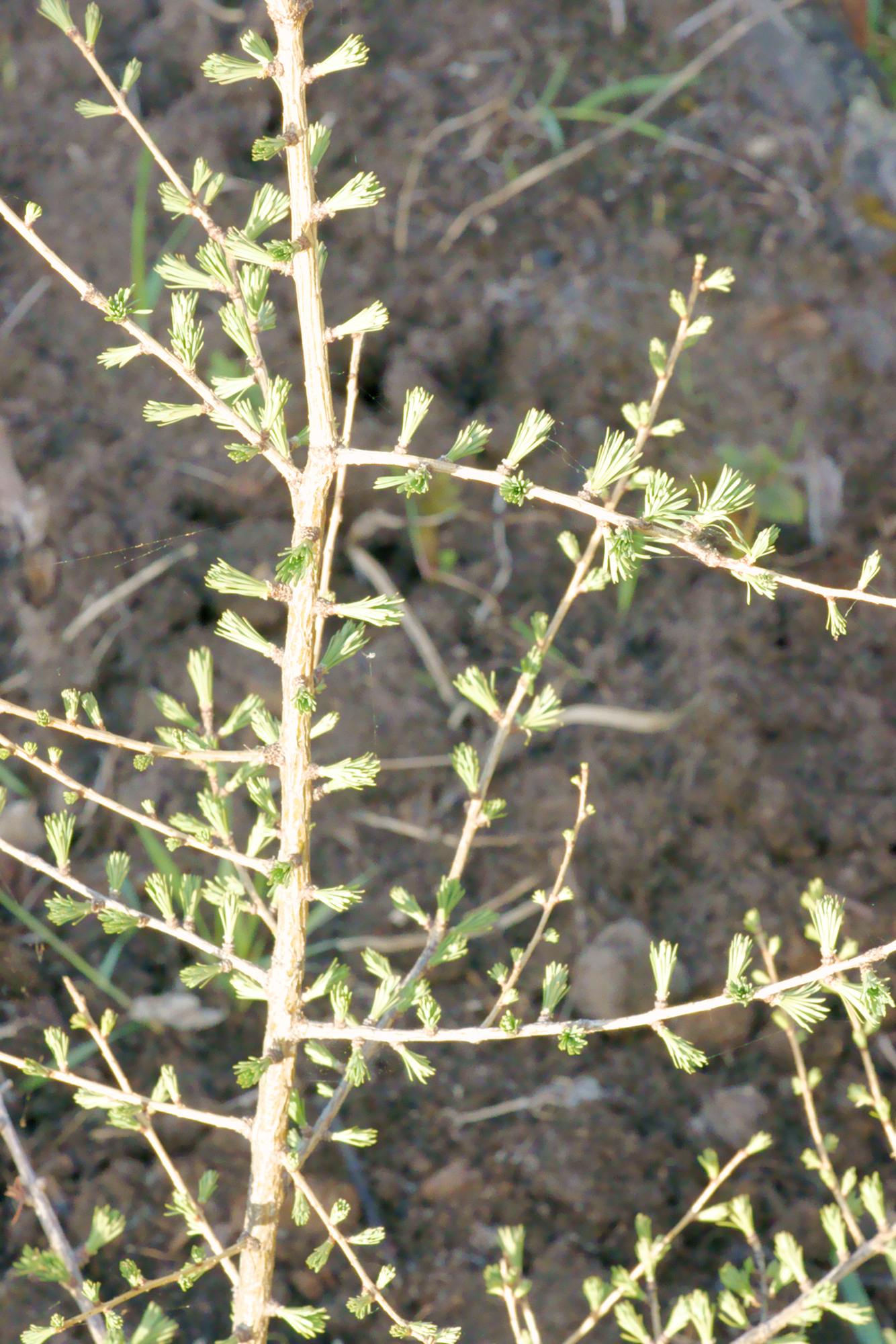
Planta joven

## Descripción
Como todas las especies de alerce, es de las pocas coníferas que pierden sus hojas (acículas) en invierno. Previamente, en otoño adquieren un bonito color dorado y en primavera aparecen los penachos de nuevas acículas de color verde brillante. Los alerces son grandes árboles forestales de crecimiento rápido. En las montañas y llanuras asiáticas existen también otras especies de alerces que hibridan con las especies mencionadas, formando nuevas variedades y subespecies.
Es un árbol conífero de mediano tamaño a grande caducifolio, 20-40 m de altura, y tronco de 1 m de diámetro. La  corona es cónica cuando joven, ensanchándose con la edad; las ramas principales están a nivel del tope del tronco, y las ramas menores son péndulas. Los brotes son dimórficos, con su crecimiento dividido en largos brotes (típicamente de 1-5 dm de largo) y varias yemas, y cortos brotes de solo 1-2 mm de largo con una sola yema.  Es la más fácil de distinguir de su pariente estrecho Larix decidua alerce europeo, porque este es glabro. Hojas aciculares, verde suave, de 2-4 cm de largo.
Los conos masculinos y femeninos crecen separadamente en el mismo fuste; la polinización es temprano en la primavera. Los conos masculinos son solitarios, amarillos, globosos a oblongos, 4-8 mm de diámetro, y produce polen no alado. Los conos maduros femeninos son erectos, ovoide cónicos,  de 2-4 cm de largo,  con 30-70 escamas erecta o ligeramente incurvadas; verdes con tonalidades rojizas cuando inmaduras, pasando a pardas y abriendo para liberar las semillas aladas, al madurar, 4-6 meses después de la polinización. Los viejos conos comúnmente permanecen en el árbol por muchos años, tornándose  gris negruzco. La edad mínima para comenzar a semillar es 10-15 años.

### Usos
Debido a su resistencia a la putrefacción, su madera es especialmente valiosa para postes, poleas, durmientes, y estructura de minas.  
Crece en Canadá y el norte de EE. UU. desde  1806.  De crecimiento rápido comparado con la mayoría de las coníferas de  regiones frías,  pero requiers pleno sol.  En plantaciones debe estar amplamente espaciado, y con intensa poda de  requerirse.

## Taxonomía
Larix sibirica fue descrito por Carl Friedrich von Ledebour y publicado en Flora Altaica 4: 204. 1833.
Etimología
Larix: nombre genérico que proviene del término latíno larix que significa "alerce, lárice".
sibirica: epíteto geográfico que alude a su localización en Siberia.
Sinonimia
- Larix altaica Fisch. ex Parl.
- Larix archangelica C.Lawson
- Larix decidua var. rossica Henk. & Hochst.
- Larix decidua var. russica (Endl.) Henkel & W.Hochst.
- Larix decidua var. sibirica (Ledeb.) Regel
- Larix decidua subsp. sibirica (Ledeb.) Domin
- Larix europaea Middend.
- Larix europaea var. russica (Endl.) Beissn.
- Larix europaea var. sibirica (Ledeb.) Loudon
- Larix pseudolarix Lodd. ex Gordon
- Larix russica (Endl.) Sabine ex Trautv.
- Larix sukaczewii Dylis
- Pinus larix var. russica Endl.
- Pinus pseudolarix Steud.[5]